# Hosejn Maraszijan
Sejjed Hosejn Maraszijan (pers.  سید حسین مرعشیان; ur. 17 lipca 1977) – irański zapaśnik w stylu klasycznym. Zajął 31 miejsce na mistrzostwach świata w 1999. Zdobył srebrny medal mistrzostw Azji w 2001 i dwa brązowe w 2000 i 2003. Drugi w Pucharze Azji w 2003. Uniwersytecki mistrz świata z 2002 i 2004, a trzeci w 1998 roku.